# Fritz Eckert (Politiker, 1877)
Fritz Eckert (* 7. September 1877 in Wallefeld; † 15. November 1944 in Vlotho) war ein deutscher Jurist und Politiker.

## Leben
Eckert studierte nach dem Besuch des Gymnasiums in Schleusingen Rechtswissenschaften in München, Erlangen und Bonn. Während seines Studiums wurde er 1899 Mitglied der Burschenschaft der Bubenreuther. Nach seinem Studium wurde er Hilfsarbeiter bei der Stadtverwaltung von Hagen in Westfalen und war von 1910 bis 1916 besoldeter Stadtrat der Stadt Remscheid. Am Ersten Weltkrieg nahm er von 1914 bis zu einer schweren Verwundung 1916 teil, zuletzt als Hauptmann der Reserve und Kompanieführer. 1917 wurde er zum Dr. iur. promoviert. Von 1917 bis 1937 war er Bürgermeister von Moers. Zum 1. Mai 1933 trat er der NSDAP bei (Mitgliedsnummer 3.412.142).